# 吳淵 (南宋)
吴渊（1190年—1257年），字道父，号退庵，祖籍宣州宁国（今安徽宁国），在德清（今属浙江湖州）定居，南宋政治人物，宋理宗时擔任参知政事。
宋宁宗嘉定七年（1214年）考中进士，之後出任建德县主簿。後來又出任枢密院编修官兼刑部郎官。宋理宗绍定三年（1230年）出任秘书丞，1231年出任提点浙西刑狱。镇压衢州、严州人民暴動，後來出任枢密副都承旨兼右司兼检正。當時有人想要乘金朝灭亡收复河南，吴淵認為国力衰落，反對出兵。因此與丞相郑清之不和，吴渊被贬为江州（今江西九江）知府。後來出任江、淮、荆、浙、福建、广东都大提点坑冶，沒收人民財產數百万。端平元年（1234年），被人劾貪污以及將富人家的數百萬財產據為己有。於是吴渊被罷免。後來又出任工部侍郎、太府少卿以及太平州知州兼江东转运使，當時40余万两淮流民涌入太平州境内，吴渊救濟流民，還要求他們不要与本地人衝突。後來又出任户部侍郎。嘉熙二年（1238年），出任华文阁学士、隆兴府知府、江西安抚使兼转运副使、江州知州、龙图阁学士，镇江府知府、淮东总领。吴渊當時团结贩盐武装队伍一同抗击元军。後來又出任端明殿学士、沿江制置使、江东安抚使兼建康府知府，淳祐十二年（1252年），出任资政殿大学士，封金陵公。後來又出任福州知州、福建安抚使。宝祐五年（1257年）出任观文殿学士、正奉大夫、兵部尚书、参知政事。

## 身后
去世後朝廷給他的谥號叫做「庄敏」。

## 著作
著作有《周易解》，但是並未流傳下來。他的著作還有《退庵文集》以及《退庵词》一卷，目前他的6首詞流傳下來。晚年他游历采石之战遺址时写下的《念奴娇·我来牛渚》。

## 家族
父親吴柔胜，在溧水（今属江苏）定居；吴柔胜第三子。有弟吴潜。